# Hétérogénite
L’hétérogénite est une espèce minérale, oxy-hydroxyde de cobalt(III), de formule Co3+O(OH). Il est toxique et plus mobile et bioassimilable en présence de chélateur (EDTA, NTA) et éventuellement radioactif (quand le cobalt est du cobalt-60).
Deux polytypes ont été identifiées : l'hétérogénite-2H et l'hétérogénite-3R.

## Gîtologie et minéraux associés

### Gîtologie et minéraux associés
Minéral secondaire rare formé par l'érosion et l'oxydation prolongée des gisements de cobalt ou contenant du cobalt.
Minéraux souvent associés : atacamite, azurite, brochantite, chrysocolle, cuivre, libéthénite, malachite, (CoIIIOOH), pseudomalachite.

### Gisements producteurs de spécimens remarquables
- République démocratique du Congo (Katanga, aussi dénommé Province du Shaba)[3], ou en Nouvelle-Calédonie[4]